# Pauhunri
Pauhunri é uma montanha dos Himalaias Orientais, na fronteira entre Sikkim (Índia) e o Tibete (China), a cerca de 75 km a nordeste do Kangchenjunga.
O Pauhunri atinge a altitude de 7128 m e foi pela primeira vez escalada em 1911 pelo montanhista escocês Alexander Mitchell Kellas, com dois Sherpas conhecidos como "Sony" e "irmão de Tuny". Não se sabia na altura que esta escalada foi à época a mais alta até então levada a cabo, sendo o Pauhunri a montanha mais alta a ter sido escalada entre 1911 e 1930. O facto só se soube 80 anos depois